# Jeytisrivier
Jeytisrivier (Zweeds – Fins: Jeytisjoki) is een rivier annex beek, die stroomt in de Zweedse  gemeente Kiruna. De rivier ontstaat op de hellingen van de berg Jeytis. Er is noordelijke en een zuidwestelijke tak; de laatste stroomt helemaal om de berg heen. Beide bronriviertjes stromen naar het oosten en komen samen. Na circa acht kilometer (zuidelijke tak) belandt haar water in de Kouttarivier.
Afwatering: Jeytisrivier → Kouttarivier → Könkämärivier →  Muonio → Torne → Botnische Golf